# Saint-Baldoph
Saint-Baldoph település Franciaországban, Savoie megyében. Lakosainak száma 2827 fő (2022. január 1.). Saint-Baldoph Apremont, Barberaz, Montagnole, Myans és La Ravoire községekkel határos.

## Népesség
A település népessége az elmúlt években az alábbi módon változott:
| Lakosok száma | 2888 | 2870 | 2933 | 2809 | 2778 | 2759 | 2730 | 2706 | 2827 |
|               | 2013 | 2015 | 2016 | 2017 | 2018 | 2019 | 2020 | 2021 | 2022 |